# Tehovec
Tehovec je naselje v Občini Medvode.